# Claude Arabo
Claude Arabo (Niza, 3 de octubre de 1937-Niza, 3 de julio de 2013) fue un deportista francés que compitió en esgrima, especialista en la modalidad de sable.
Participó en tres Juegos Olímpicos de Verano entre los años 1960 y 1968, obteniendo una medalla de plata en Tokio 1964 en la prueba individual. Ganó cuatro medallas de bronce en el Campeonato Mundial de Esgrima entre los años 1962 y 1967.

## Palmarés internacional
| Juegos Olímpicos   | Juegos Olímpicos         | Juegos Olímpicos  | Juegos Olímpicos  |
| Año                | Lugar                    | Medalla           | Prueba            |
| ------------------ | ------------------------ | ----------------- | ----------------- |
| 1964               | Tokio (Japón)            | Medalla de plata  | Sable individual  |
| Campeonato Mundial |                          |                   |                   |
| Año                | Lugar                    | Medalla           | Prueba            |
| 1962               | Buenos Aires (Argentina) | Medalla de bronce | Sable individual  |
| 1965               | París (Francia)          | Medalla de bronce | Sable por equipos |
| 1966               | Moscú (URSS)             | Medalla de bronce | Sable por equipos |
| 1967               | Montreal (Canadá)        | Medalla de bronce | Sable por equipos |